# Milton Reyes
Milton Alexander Reyes Galeas (Arenal, 2 maggio 1974) è un ex calciatore honduregno, di ruolo difensore.